# Діонісій Кіренський
Діонісій Киренский (бл. 150 до н. е.) — філософ-стоїк і математик.
Був учнем Діогена Вавилонського й Антіпатра з Тарса.
Відомий як математик, і, можливо, він є тим Діонісієм, якого критикував Філодем з Гадари в книзі Про знаки (лат. De Signis), де повідомляється про участь Діонісія в суперечці про те, що сонце має бути дуже великим, оскільки повільно з'являється з-за перешкоди.